# إحسان فرحة
إحسان فرحة (من مواليد 1959 في بيروت لبنان ) هو لاعب بوكر لبناني محترف، اشتهر بحصوله على المركز الثاني في بطولة العالم للبوكر (WSOP) الرئيسية في 2003، وقد فاز بثلاثة أساور في بطولة العالم للبوكر WSOP في مسيرته المهنية.

## السنوات المبكرة
انتقل فرحة إلى الولايات المتحدة بعد اندلاع الحرب الأهلية اللبنانية عندما كان مراهقًا، واستقر في ويتشيتا كانساس، وفي عام 1977 التحق بجامعة كانساس، وتخرج بشهادة في إدارة الأعمال وانتقل إلى هيوستن بتكساس للعمل مع شقيقه.
لعب فرحة لعبة البوكر للمرة الأولى بعد عام من انتقاله إلى هيوستن، وفاز بعدة آلاف من الدولارات، وبعدها استقال من عمله عام 1990 للتركيز على لعب البوكر بدوام كامل.  

## بطولة العالم للبوكر
كانت أكبر بطولة لفرحة في بطولة العالم للبوكر لعام 2003 ‏ حيث احتل المركز الثاني بعد كريس منيميكر وفاز بمبلغ 1,300,000 دولار، في اليوم الثاني من اللعب خسر فرحة 90% من أمواله أمام باري جرينشتاين، وفكر فرحة حينها بالمغادرة وطلب منه جرينشتاين البقاء في اللعبة، خسر إحسان أمام Moneymaker. 

في مباراة العودة التي نظمتها PokerStars بين فرحة وMoneymaker، بعد عدة أشهر فاز فرحة،  وتواجهوا مرة أخرى في بطولة العالم للبوكر لعام 2011 التي فاز بها Moneymaker.

في عام 2012 احتل فرحة المركز الحادي عشر في بطولة العالم للبوكر بقيمة 10,000 دولار لعام 2012 من بطولة العالم للبوكر بمبلغ 43.076 دولار.    

### سلسلة العالم من أساور لعبة البوكر
جميع أساور فرحة في بطولة العالم للبوكر WSOP تأتي في أحداث Omaha.  

| عام  | هدف                                                 | جائزة نقدية |
| ---- | --------------------------------------------------- | ----------- |
| 1996 | $2,500 Pot Limit Omaha w/Rebuys                     | $ 145,000   |
| 2006 | $5,000 Omaha Hi-Lo (8 or better)                    | $ 398560    |
| 2010 | $10,000 Omaha Hi-Low Split-8 or Better Championship | $ 488241    |

## أنشطة البوكر الأخرى
- [ بحاجة لمصدر ]اعتبارًا من عام 2017 تجاوزت أرباحه 2,800,000 دولار في لعبة البوكر للبطولات الحية، [5] على الرغم من أنه يميل بشكل أساسي للعب في ألعاب Omaha النقدية ذات المخاطر العالية.

## روابط خارجية
- إحسان فرحة على موقع IMDb (الإنجليزية)
- إحسان فرحة على موقع قاعدة بيانات الفيلم (الإنجليزية)
- PokerPlayerProfiles.com الشخصي